# گونگ هیونگ جین
گونگ هیونگ جین (کره‌ای: 공형진؛ زادهٔ ۱۰ آوریل ۱۹۶۹) بازیگر اهل کره جنوبی است. او بیشتر به خاطر ایفای نقش مکمل در فیلم‌ها و مجموعه‌های تلویزیونی شناخته می‌شود.